# Óperas perdidas de Claudio Monteverdi

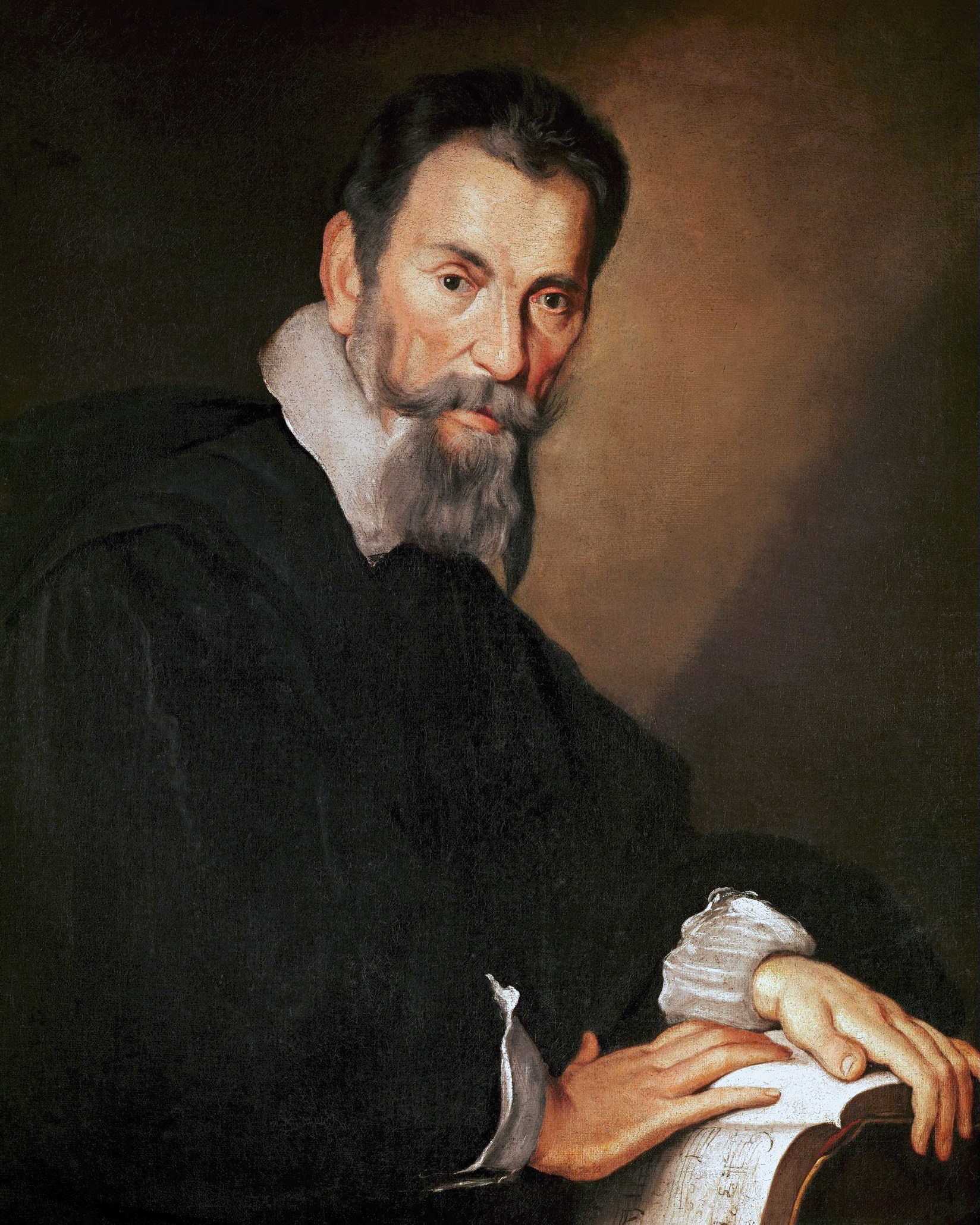
Claudio Monteverdi circa 1630 por Bernardo Strozzi.

El compositor italiano Claudio Monteverdi (1567-1643), además de una gran producción de música eclesiástica y madrigales, compuso prolíficamente para el escenario. Escribió sus obras teatrales entre 1604 y 1643 e incluyeron óperas, de las cuales tres (La fábula de Orfeo —1607—, El regreso de Ulises a la patria —1640— y La coronación de Popea —1643—) han sobrevivido con su música y libretos intactos. En el caso de otras siete óperas, la música ha desaparecido casi por completo, aunque existen algunos de los libretos. La pérdida de estas obras, escritas durante un período crítico de la historia temprana de la ópera, ha sido muy lamentada por comentaristas y musicólogos.
La ópera, como género musical y teatral, comenzó a surgir durante la primera parte de la carrera de Monteverdi, inicialmente como una forma de entretenimiento cortesano. Con otros compositores, jugó un papel principal en su desarrollo en la forma principal de teatro musical público. Su primera ópera, La fábula de Orfeo, escrita en 1607 para la corte de Mantua, que lo empleó, fue un gran éxito. En los años que siguieron en Mantua y en su posterior puesto como maestro de capilla (director de música) en la Basílica de San Marcos en Venecia, Monteverdi continuó escribiendo música teatral en varios géneros, incluidas óperas, bailes e intermedios (cortos interludios musicales insertados en obras convencionales). Debido a que en los tiempos de Monteverdi rara vez se pensaba que la música escénica tuviera mucha utilidad después de su interpretación inicial, gran parte de esta música desapareció poco después de su creación.
La mayor parte de la información disponible relacionada con las siete óperas perdidas se ha deducido de documentos contemporáneos, incluidas las muchas cartas que Monteverdi escribió. Estos documentos proporcionan evidencia irrefutable de que cuatro de estas obras (L'Arianna, Andrómeda, Proserpina rapita y Le nozze d'Enea con Lavinia) se completaron y se representaron en la vida de Monteverdi, pero de su música, sólo sobrevivió el famoso «Lamento» de L'Arianna y un trío de Proserpina. Monteverdi abandonó las otras tres óperas perdidas: Le nozze di Tetide, La finta pazza Licori y Armida abbandonata. Se desconoce cuánta de su música realmente escribió.

## Antecedentes
La vida creativa de Claudio Monteverdi cubrió más de 50 años. Entre 1590 y 1612, se desempeñó como músico en la corte de los Gonzaga en Mantua, seguido de 30 años (1613-1643) como maestro de capilla en la Basílica de San Marcos en Venecia. En este período de tiempo, la ópera se desarrolló, desde sus inicios como una forma limitada de entretenimiento en la corte, hasta convertirse en parte de la corriente principal del teatro musical público. Antes de que la palabra italiana «ópera» —acortado de opera in musica («obra musical»)— entrara en uso en general alrededor de 1634, las obras de teatro musical se denominaban típicamente favola in musica (fábula musical), dramma in musica (drama musical) o tragedia in musica (tragedia musical). Monteverdi usó estas y otras descripciones similares para muchos de sus primeros proyectos operísticos.
La primera obra generalmente considerada como una ópera es Dafne de Jacopo Peri de 1597, seguida de cerca por Eurídice (1600), para la cual Peri y Giulio Caccini escribieron arreglos musicales separados. Ottavio Rinuccini fue el libretista de Dafne y Eurídice. En el nuevo género, se contaba una historia completa a través de personajes y además de coros y conjuntos, las partes vocales incluían recitativos, arias y ariosos. Este fue un desarrollo de varias formas antiguas de teatro musical que habían existido desde los primeros años del Renacimiento italiano. Tales formas incluían la maschera (mascarada), el ballo (un espectáculo de danza, a menudo con pasajes cantados), y particularmente el intermedio o intermezzo, un breve episodio musical dramático insertado como un prólogo o interludio entre los actos de obras convencionales. Otro formato en el período posterior del Renacimiento fue el torneo, un espectáculo dramático estilizado en el que el narrador interpretaba el canto principal. Las formas suboperísticas de la música dramática continuaron prosperando a medida que la ópera misma se desarrollaba. Los límites borrosos que existieron durante muchos años entre estas formas y la «ópera» han llevado a debatir sobre cómo clasificar algunas obras. Por ejemplo, el género preciso de Il combattimento di Tancredi e Clorinda (1624) de Monteverdi ha resultado particularmente difícil de definir.
La primera ópera reconocida de Monteverdi es La fábula de Orfeo (1607). Compuso, en total, 24 obras para el escenario. De estas, diez generalmente se clasifican como óperas, de las cuales la música para siete se ha perdido aparte de algunos fragmentos. La mayor parte de lo que se sabe sobre las obras faltantes proviene de los libretos sobrevivientes y otra documentación, incluida la extensa correspondencia de Monteverdi. Tim Carter, un destacado estudioso de Monteverdi, sugiere que la alta tasa de pérdida es explicable porque, en la época de Monteverdi, «los recuerdos eran escasos y las obras musicales a gran escala a menudo tenían una vigencia limitada más allá de sus circunstancias inmediatas».

## Para Mantua
Monteverdi escribió seis óperas reconocidas para la corte de Mantua, de las cuales sólo La fábula de Orfeo sobrevive con el libreto y la música intactos. Cuatro de las cinco obras perdidas de Mantua las escribió después de que hubiera dejado el servicio de los Gonzaga en 1612 y se instalara en Venecia, pero aún mantenía contactos con la corte. Completó y se representaron L'Arianna y Andrómeda, mientras que las otras las abandonó incompletas.

### L'Arianna(1607-08)

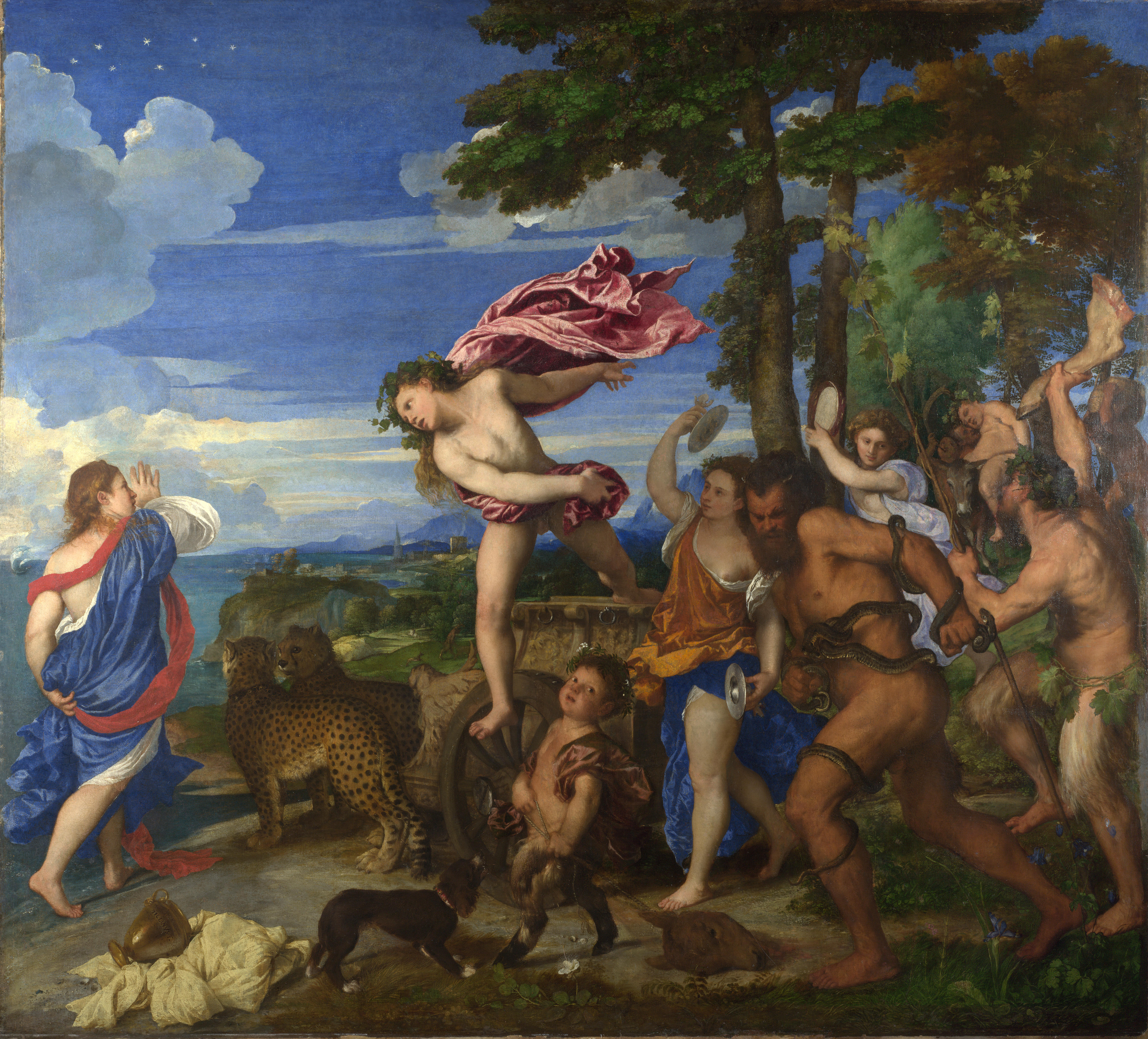
Baco y Ariadna (1520-1523), de Tiziano. Baco desciende de su carro en la isla de Naxos, en la que ha sido abandonada Ariadna por Teseo, que navega rumbo a Atenas.

Compuso L'Arianna como una pieza de fiesta para la boda del heredero del ducado, Francisco Gonzaga, con Margarita de Saboya en mayo de 1608. Monteverdi recibió el encargo después del exitoso estreno de La fábula de Orfeo en la corte en febrero de 1607. El libreto para L'Arianna fue de Ottavio Rinuccini, cuyas habilidades literarias habían impresionado antes al duque Vincente I después de una actuación de Eurídice. La composición de L'Arianna se convirtió en un asunto complicado para Monteverdi y fue sólo una de las tres obras que el duque le pidió para la boda: también tuvo que componer un prólogo musical para la obra de teatro de Gian Battista Guarini L'idropica y escribir la música para un baile dramático, Il ballo delle ingrate. Su vida se había perturbado por la enfermedad fatal de su esposa Claudia, que murió el 10 de septiembre de 1607, pero el duque no le dio tregua. Compuso L'Arianna en gran parte en los últimos dos meses de ese año, un esfuerzo que el biógrafo de Monteverdi, Hans Redlich, describe como «sobrehumano». El compositor se sintió menospreciado por la falta de reconocimiento a sus esfuerzos por parte del duque. Casi 20 años después, en una carta al secretario de la corte de Mantua, Alessandro Striggio el Joven, escribió que casi se había suicidado al escribir a L'Arianna con tanta prisa.
Rinuccini utilizó numerosas fuentes clásicas como base para su libreto, en particular las obras de Ovidio, las Heroidas y La metamorfosis, y poemas de Catulo. Después de un prólogo, la acción principal comienza cuando Venus le dice a Cupido que Ariadna y su amante Teseo, huyendo de Creta después de su asesinato del Minotauro, llegarán en breve a Naxos. Teseo, informa, abandonará a Ariadna, ya que él cree que no es apta como reina para el pueblo de Atenas. Venus planea emparejarla con el dios Baco y le pide a Cupido que arregle esto. Teseo y Ariadna llegan y él se angustia por su decisión de abandonarla, pero su consejero le informa que su resolución es sabia y se marcha. Por la mañana, Ariadna, al encontrarse abandonada, busca en vano a Teseo en la orilla, donde canta su lamento. Una fanfarria indica una llegada inminente. Ariadna espera que este sea Teseo regresando, pero es Baco y su séquito. Júpiter habla desde los cielos y en medio de escenas festivas, Baco le promete a Ariadna la inmortalidad con los dioses a cambio de su amor.

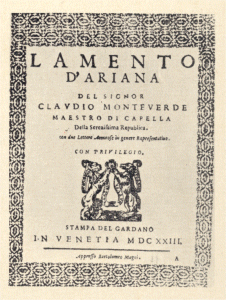
Portada de la edición de Venecia de 1623 del «Lamento d'Ariana» (sic).

Rinuccini extendió el libreto durante los ensayos, después de que la duquesa se quejara de que la pieza era «demasiado seca». Como resultado, se agregaron las primeras escenas entre Venus y Cupido, y la bendición de Júpiter desde el cielo. Los preparativos para la actuación de la ópera se interrumpieron cuando, en marzo de 1608, la soprano principal Caterina Martinelli murió de viruela. Encontraron un reemplazo rápidamente y el papel principal recayó en Virginia Ramponi-Andreini, una reconocida actriz y cantante que usaba el nombre artístico «La Florinda». Según consta, aprendió el papel en sólo seis días. En su análisis de las obras teatrales de Monteverdi, Carter sugiere que el lamento pudo haberlo agregado a la obra para aprovechar al máximo las habilidades actorales y vocales de Andreini. El estreno, el 28 de mayo de 1608, se realizó en un teatro temporal especialmente erigido, que según los relatos contemporáneos podría albergar a una audiencia de varios miles. La producción fue lujosa y aparentemente se requirieron 300 hombres para manipular la maquinaria del escenario. Federico Follino, quien preparó la crónica oficial de la corte de Mantua para la ocasión, alabó la belleza de la obra, la magnificencia de los disfraces y la maquinaria, y la dulzura de la música. Marco da Gagliano, compañero de Monteverdi y compositor, fue igualmente elogioso y escribió que la ópera «había conmovido visiblemente a todo el público hasta las lágrimas». Es posible que L'Arianna se representara en Florencia en 1614. Se canceló una actuación proyectada en Mantua en mayo de 1620 para celebrar el cumpleaños de la duquesa Caterina por razones desconocidas. Por el contrario, no hay constancia de la actuación de la ópera antes de su nuevo montaje en 1640 en el Teatro San Moisè de Venecia. En su estudio de la ópera del Renacimiento tardío, Gary Tomlinson supone que la recepción entusiasta de la obra en Venecia fue un factor significativo en la decisión de Monteverdi de reanudar la composición de óperas durante sus últimos años.
De la música, sólo sobrevive el «Lamento». Se publicó independientemente de la ópera en varias formas, se incluyó una adaptación para cinco voces en su sexto libro de madrigales en 1614 y se publicaron dos versiones del solo original en 1623. Otros compositores emularon el formato del lamento. Redlich afirma que inició un subgénero musical que duró hasta finales del siglo XVII y más allá. Se conserva el libreto y se publicaron versiones en Mantua en 1608 y en Venecia en 1622 y 1639.

### Le nozze di Tetide(1616-17)

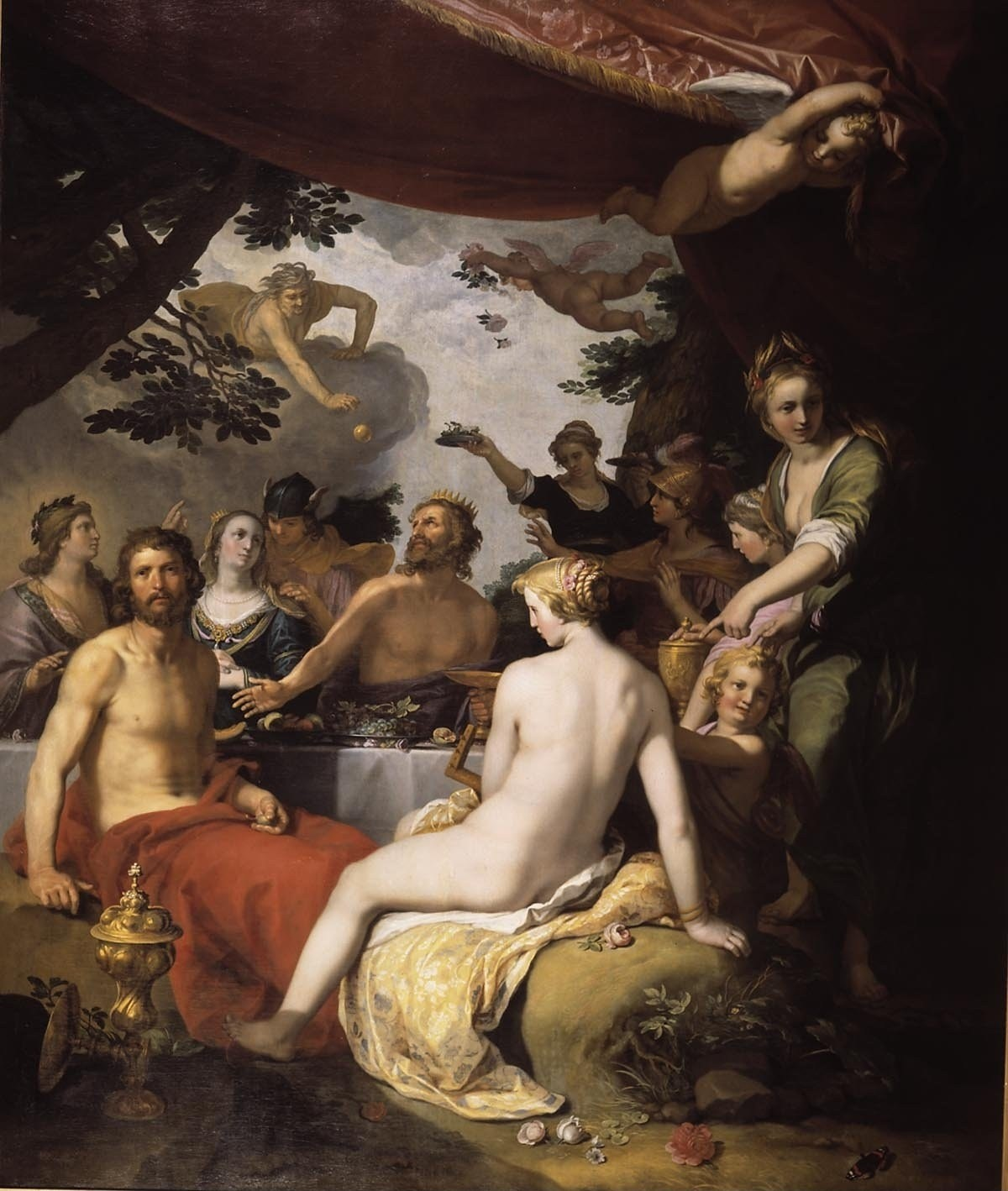
Boda de Peleo y Tetis, de Abraham Bloemaert.

Después de la muerte del duque Vincente I en febrero de 1612, Monteverdi cayó en desgracia en la corte de Mantua. El sucesor del duque, Francisco IV, no tenía gran estima por el compositor y lo despidió de su cargo. Tras la repentina muerte de Francisco en diciembre de 1612, el ducado pasó a su hermano Fernando, pero no llamaron a Monteverdi a la corte y lo acabaron nombrando maestro de capilla en agosto de 1613 en la Basílica de San Marcos de Venecia. Sin embargo, permaneció en contacto con Striggio y otros cortesanos de Gonzaga de alto rango, a través de los cuales pudo obtener encargos ocasionales para componer obras teatrales para la corte de Gonzaga. Así, a finales de 1616, Striggio le pidió que pusiera música al libreto de Scipione Agnelli, Le nozze di Tetide (La boda de Tetis), como parte de las celebraciones por el próximo matrimonio del duque Fernando con Caterina de' Médici. Esta historia, basada en la boda del mítico héroe griego Peleo con la diosa del mar Tetis, la había ofrecido Peri previamente a la corte de Mantua, cuyo montaje de un libreto de Francesco Cini habían rechazado en 1608 a favor de L'Arianna.
Inicialmente, Monteverdi tenía poco entusiasmo por Le nozze di Tetide y buscó formas de evitar o retrasar su trabajo en la obra. Aceptaría el encargo, informó a Striggio el 9 de diciembre de 1616, porque era el deseo del duque, su señor feudal. Sin embargo, los versos que le dieron no eran, en su opinión, propicios para una música hermosa. La historia le resultó difícil de entender y no pensó que pudiera inspirarse en ella. En cualquier caso, estuvo ocupado durante la mayor parte de diciembre escribiendo una misa de Nochebuena para San Marcos. El 29 de diciembre, tal vez con la esperanza de que se retirara el encargo, el compositor le dijo a Striggio que estaba listo para comenzar a trabajar en Le nozze di Tetide «si me dices que lo haga». En enero de 1617, sin embargo, se entusiasmó más al saber que el proyecto se había reducido y ahora se proyectaba como una serie de intermedios. Informó a Striggio que lo que primero había considerado una pieza bastante monótona, ahora la consideraba totalmente apropiada para la ocasión. Comenzó a trabajar en las secciones recitativas, pero antes de que pudiera comenzar a establecer los números más expresivos, el duque cambió de opinión y canceló el encargo. Abandonó Le nozze di Tetide y su libreto y cualquier música que hubiera existido han desaparecido.

### Andrómeda(1618-20)

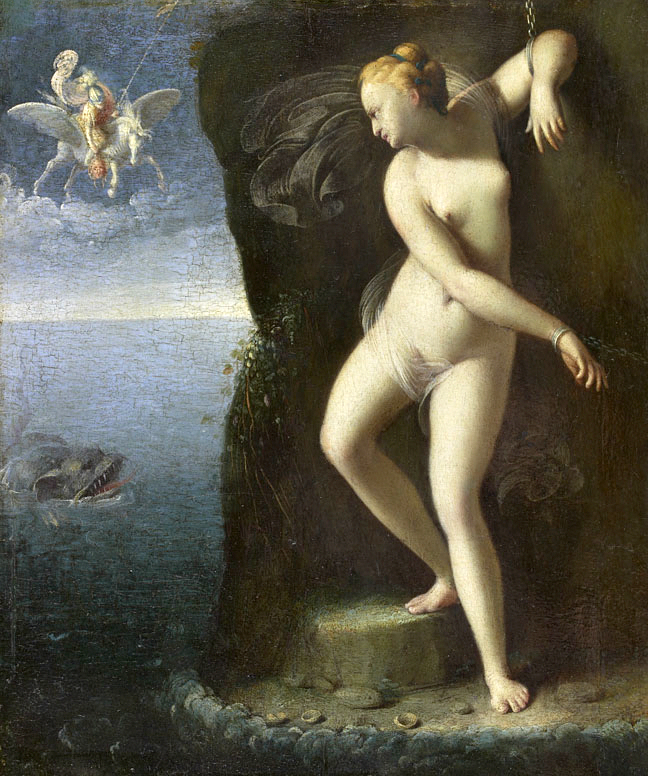
Andrómeda encadenada, de Carlo Saraceni.

El siguiente encargo de Monteverdi para Mantua llegó a principios de 1618, cuando se le pidió que proporcionara la música para Andrómeda, una ópera basada en el antiguo mito griego de la princesa encadenada a una roca. El libreto lo escribió el canciller del duque Fernando, Ercole Marigliani, y el proyecto lo patrocinó el hermano menor del duque, Vincente II Gonzaga. Es probable que la obra fuera destinada a la presentación en el Carnaval de Mantua de marzo de 1618, pero como Carter documenta, el enfoque de Monteverdi a sus encargos de Mantua fue a menudo dilatorio y poco entusiasta. Su incapacidad o falta de voluntad para trabajar en Andrómeda retrasó su representación, primero a 1619 y luego a 1620.
Las cartas de Monteverdi durante el período entre 1618 y 1620, principalmente a Striggio, pero ocasionalmente a Vincente II o Marigliani, ofrecen varias excusas por su falta de progreso en Andrómeda, incluidas sus obligaciones en San Marcos, su salud y su responsabilidad de proporcionar música ceremonial para el Dux de Venecia. En febrero de 1619, Monteverdi había comenzado a trabajar en otro proyecto para Mantua, un ballo (danza con partes cantadas) para el libreto de Striggio titulado Apollo. El 9 de enero de 1620, todavía con 400 líneas del libreto de Andrómeda sin música, Monteverdi le propuso a Striggio que se abandonara todo el proyecto de la ópera y el ballo de sustitución. Esta idea fue rápidamente desechada y Vincente II ordenó que se le enviara inmediatamente la música restante de Andrómeda. El segmento final de la ópera, una canción de ocho partes, se lo entregó a Marigliani el 15 de febrero de 1620.
No se conserva nada de la música de Monteverdi para Andrómeda. También se pensó que el libreto se había perdido, hasta su redescubrimiento en 1984. Como era costumbre en la época, el manuscrito no menciona el nombre del compositor. Los libretos a menudo eran objeto de numerosos escenarios de diferentes compositores. La portada del libreto confirma que Andrómeda se representó durante el Carnaval de Mantua, del 1 al 3 de marzo de 1620. Un análisis de su contenido revela cierta influencia del libreto de Rinuccini para L'Arianna, como el uso de medidas y longitudes idénticas en los prólogos de cada obra y varios personajes comunes en las respectivas listas de reparto. El documento permanece en manos privadas y no ha sido publicado.
Monteverdi no dejó constancia de ningún interés aparente en la actuación de Andrómeda después del Carnaval de 1620. La larga carta que escribió a Striggio el 13 de marzo de 1620 no hace referencia al evento y trataba principalmente de asuntos financieros. La carta insinúa que la corte de Gonzaga estaba tratando de persuadir a Monteverdi para que regresara a Mantua. En lenguaje cortesano, Monteverdi evade el tema, mientras compara la relativa generosidad de sus empleadores venecianos con la parsimonia de la corte de los Gonzaga.

### Dos proyectos abortados (1627-28)
Después de Andrómeda siguió un período de varios años en el que Mantua hizo poco uso de los servicios de Monteverdi. El duque Fernando murió el 26 de octubre de 1626 y le sucedió Vincente II. A principios de 1627, Striggio se acercó a Monteverdi con una solicitud de música teatral, posiblemente para las celebraciones del nombramiento del duque. Monteverdi respondió ofreciendo tres opciones: primero, Il combattimento di Tancredi e Clorinda, un escenario del poema épico de Torquato Tasso Jerusalén liberada, que se había realizado en el Carnaval de Venecia de 1624; segundo, un escenario de otra parte del poema de Tasso, que cubre la historia de la hechicera Armida y su abandono por el héroe cristiano Rinaldo; finalmente, ofreció establecer el texto de una nueva obra de teatro de Giulio Strozzi, Licori finta pazza inamorata d'Aminta, sobre una mujer que finge la locura por amor. Monteverdi envió a Striggio una copia de la obra de Strozzi el 7 de mayo de 1627 y a este le gustó y le dijo al compositor que comenzara la música.

#### La finta pazza Licori
Strozzi era veneciano, nacido en 1583, cuyas obras literarias incluían obras de teatro y poesía, así como libretos de ópera, y Monteverdi lo conoció en 1621. Strozzi conocía la música del compositor y tenía un gran aprecio de su estilo innovador. El 20 de junio de 1627, Monteverdi informó a Striggio que Strozzi había ampliado y organizado el texto en cinco actos, bajo el nuevo título La finta pazza Licori (La fingida loca Licori). La locura fingida era un tema estándar en la tradición de la comedia del arte que se había establecido en el teatro italiano en el siglo XVI. En la trama de Strozzi, el primer intento conocido de ópera cómica, la mujer Licori se disfraza inicialmente como hombre, luego como mujer y luego finge estar loca, todo como parte de una estrategia para ganarse el corazón de su amado, Aminta.
Monteverdi estaba, al menos inicialmente, muy cautivado con el potencial de la trama y las oportunidades que el libreto brindaba para una variedad de efectos musicales. Enfatizó a Striggio la importancia de encontrar una cantante con verdadera capacidad de actuación para interpretar el papel de Licori, alguien capaz de interpretar a un hombre y a una mujer con las emociones y los gestos apropiados. Más tarde, se entusiasmó con la posibilidad de escribir un ballet para cada uno de los cinco actos, todos en diferentes estilos. Las cartas de Monteverdi continuaron durante todo el verano, pero su actitud cambió lentamente, de una de evidente compromiso a la frustración por los retrasos en la copia del libreto. El musicólogo Gary Tomlinson, en su análisis de la génesis de la ópera, sugiere que Monteverdi pudo haberse estancado. En septiembre, Striggio, después de haber recibido, leído y de que presumiblemente no le gustara el libreto ampliado, canceló abruptamente el encargo y ya no se tiene noticia de la obra. En cambio, le dijeron a Monteverdi que trabajara en el escenario de Armida.
Durante muchos años se supuso que Monteverdi había escrito gran parte de la música para Licori antes de su repentina cancelación. Redlich dice que terminó la música el 10 de septiembre de 1627. El rechazo de la obra y la posterior desaparición se atribuyeron al desprecio de Striggio por los esfuerzos del compositor. Sin embargo, la lectura de la correspondencia sugiere una conclusión diferente para Tomlinson: Monteverdi, en su opinión, «ni siquiera estuvo cerca de completar la partitura» y puede que escribiera muy poco de la música. Es probable que hubiera dejado de componer a finales de julio, ya que sospechaba del verdadero compromiso de Striggio con la obra. Tomlinson sugiere que, consciente de la cancelación anterior de Mantua de Le nozze di Tetide, Monteverdi evitó extenderse en el nuevo proyecto, manteniendo una impresión diplomática de actividad. Tomlinson escribe: «No sería sorprendente que Monteverdi fuera sobrenaturalmente sensible a los signos de vacilación de Mantua [y] si, en los primeros signos en 1627, decidiera actuar con cautela en la composición de Licori». El libreto de Strozzi desapareció junto con la música que Monteverdi logró escribir, pero Strozzi escribió un segundo libreto con el mismo nombre, compuesto por Francesco Sacrati y producido en Venecia en 1641.

#### Armida abbandonata

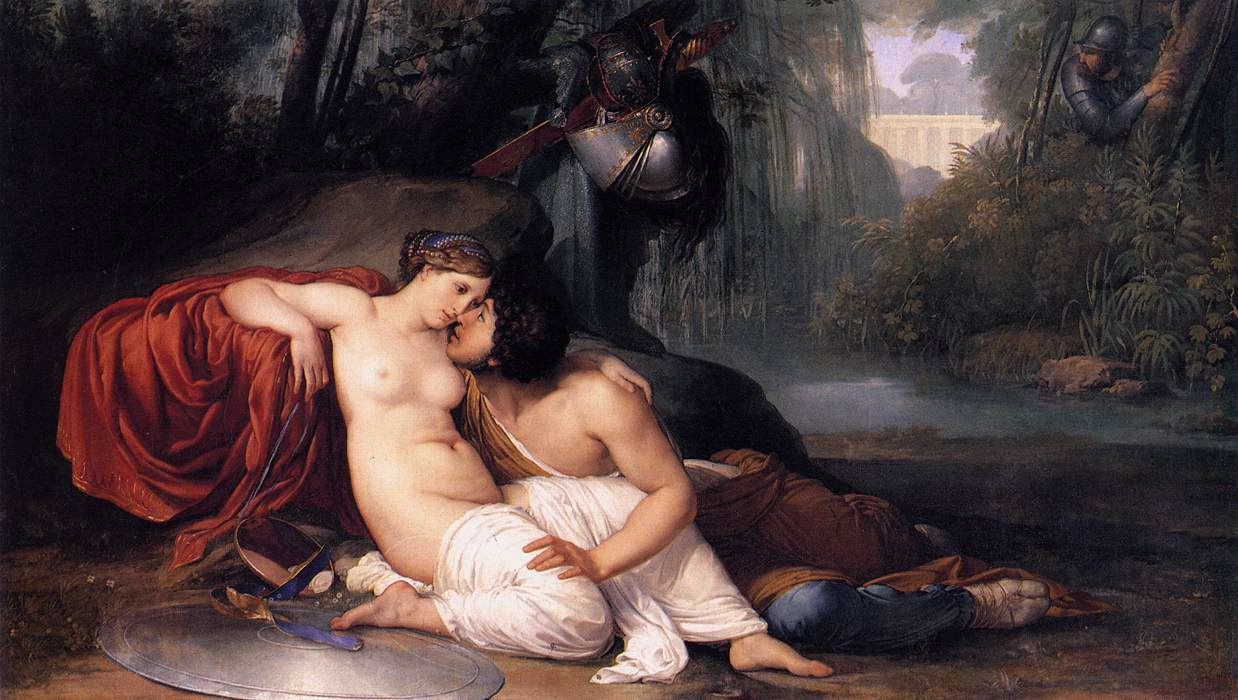
Rinaldo y Armida, de Francesco Hayez.

Después del rechazo de Licori, Monteverdi no centró su atención de inmediato en Armida. Por el contrario, fue a Parma a cumplir con un encargo para proporcionar entretenimientos musicales para las celebraciones matrimoniales del joven duque Eduardo I Farnesio y Margarita de Médici. Pasó varias semanas en la ciudad trabajando en estos. Sin embargo, el 18 de diciembre de 1627, pudo decirle a Striggio que había completado la música para Armida y la estaba copiando. En la sección relevante del poema de Tasso, la hechicera Armida atrae al noble Rinaldo a su isla encantada. Llegan dos caballeros para persuadir a Rinaldo de que regrese a su deber, mientras Armida le suplica que se quede, o si debe partir, que la permita estar a su lado en la batalla. Cuando él se niega y la abandona, Armida lo maldice antes de caer inconsciente.
Carter indica varias similitudes estructurales con Il combattimento y ambas obras requieren tres voces, una de las cuales actúa como narrador. A pesar de estas similitudes, los expertos en Monteverdi consideran a Armida abbandonata, a diferencia de la obra anterior, como una ópera, aunque Denis Stevens, traductor de las cartas de Monteverdi, la calificó como «parergon» (obra subsidiaria) de Il combattimento.
Los planes para la representación de Armida fueron, sin embargo, cancelados cuando el duque Vincente II murió a finales de diciembre de 1627. El 4 de febrero de 1628, Striggio siguió pidiendo una copia de Armida, tal vez para su uso en relación con la coronación del siguiente duque. Monteverdi prometió enviarle una, pero no hay confirmación de que lo hiciera. No se ha encontrado ningún rastro de la música, aunque Tomlinson ha deducido algunas de sus características probables por la correspondencia de Monteverdi, incluido el uso extensivo del efecto stile concitato. Aunque no hay constancia de que Armida se llegara a representar alguna vez en Mantua, Stevens ha discutido la posibilidad de que lo hiciera en Venecia en 1628, ya que la respuesta de Monteverdi a la carta de febrero de Striggio indica que la obra estaba en manos de Girolamo Mocenigo, un rico mecenas de las artes en cuyo palacio veneciano se había representado Il combattimento en 1624.
Licori y Armida fueron las obras teatrales finales de Monteverdi para la corte de Mantua. La muerte de Vincente II puso fin a la línea principal de los Gonzaga y el ducado lo heredó un pariente lejano, Carlos I de Gonzaga-Nevers, y Mantua se vio envuelta posteriormente en una serie de conflictos, que en 1630 habían reducido gran parte de la ciudad a ruinas. La última carta conocida de Monteverdi a Striggio está fechada el 8 de julio de 1628. Striggio murió en Venecia el 8 de junio de 1630, mientras dirigía una misión solicitando ayuda contra los ejércitos que rodeaban Mantua.

## Para Venecia
Entre 1630 y 1643, Monteverdi escribió cuatro óperas para representarlas en Venecia. Todas se escenificaron mientras Monteverdi vivía, pero sólo sobreviven El regreso de Ulises a la patria y La coronación de Popea.

#### Proserpina rapita(1630)

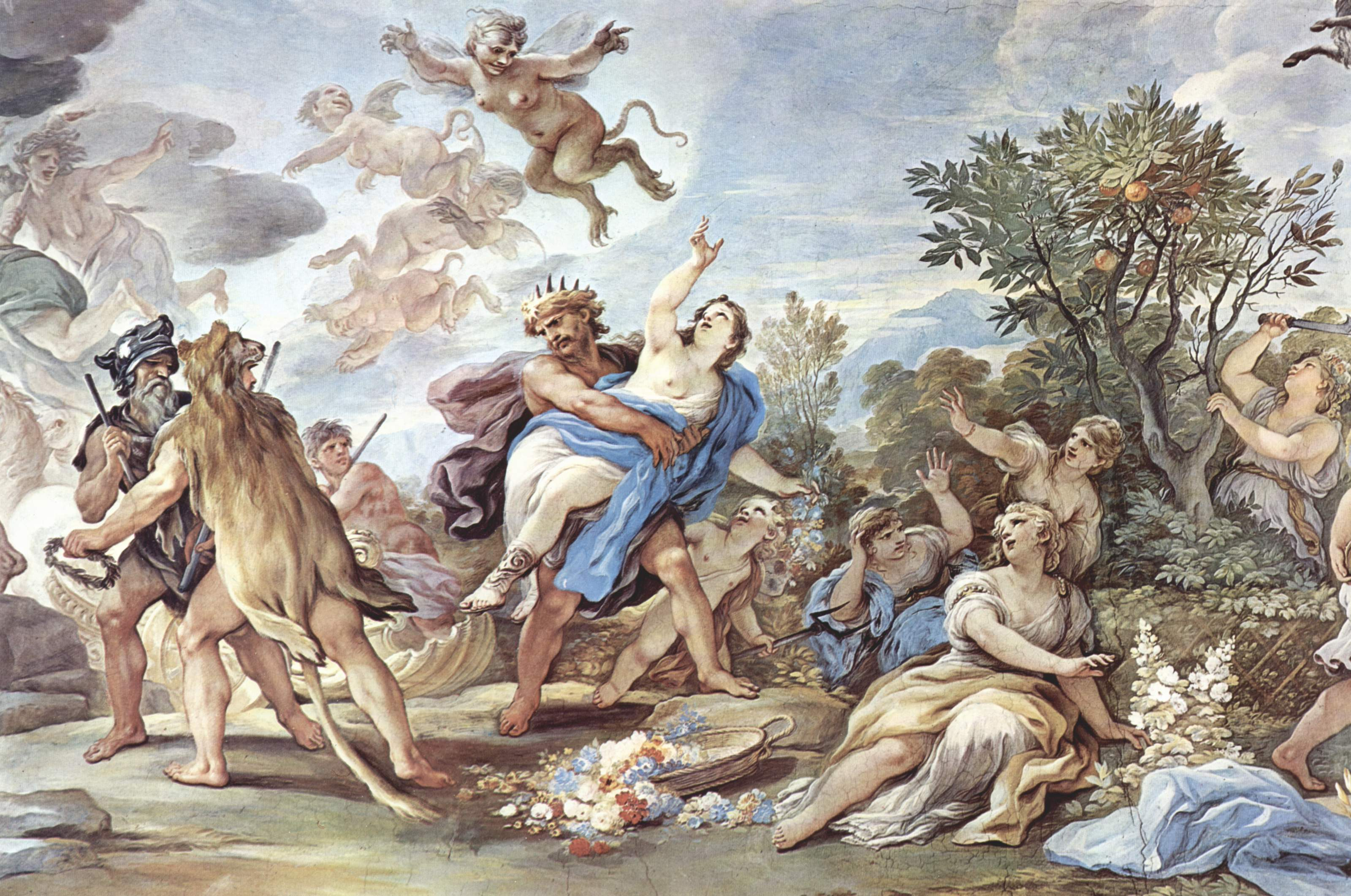
Rapto de Proserpina por Luca Giordano.

Proserpina rapita fue la primera de las obras teatrales que Monteverdi escribió específicamente para Venecia, bajo un encargo de Mocenigo para las celebraciones nupciales de su hija Giustiniana. El libreto, de Strozzi, se basa en el antiguo mito griego de Plutón y Proserpina. La violación simbólica era un tema común en los entretenimientos de bodas diseñados para las cortes italianas, con la intención, en palabras de Carter, «tanto de proclamar el poder del amor como para establecer límites apropiados en el comportamiento femenino».
En la versión de la historia de Strozzi, Pachino, un pastor apasionado, invoca la ayuda de Plutón, gobernante del inframundo, para poner remedio a su obsesión no correspondida con Proserpina. Plutón obedece al convertir a Pachino en una montaña, aunque promete a su alma un lugar en los Campos Elíseos. Plutón se enamora de Proserpina, después de que lo golpeara un dardo de amor disparado por Cupido, y la reclama como su reina. Inicialmente, ella se resiste, pero cuando Cíane convierte a su protector en un manantial de agua, Plutón la vence. Sumisa, ella jura obediencia. La fuerza de su belleza es tal que Plutón se ablanda y promete que en el futuro tratará a los amantes con menos severidad.
El libreto lo publicó Evangelista Deuchino en 1630 en Venecia. Las copias sobrevivientes indican que Giuseppe Albardi creó el escenario original y que Girolamo Scolari organizó los bailes. La ópera se representó el 16 de abril de 1630, en un salón del palacio Mocenigo. Carter es escéptico de que, en un lugar tan restringido, la actuación pudiera incorporar todos los efectos especiales estipulados por el libreto. Sin embargo, un relato de uno de los presentes muestra que la ocasión brindó un espectáculo considerable: «En la noche, con antorchas, se actuó y se representó la música ... la violación de Proserpina con las voces e instrumentos más perfectos, con apariciones aéreas, cambios de escena y otras cosas, para asombro y maravilla de todos los presentes».
Sobrevive un pequeño fragmento de la música de Proserpina rapita, una canción para tres voces: «Come dolce oggi l'auretta». Se publicó póstumamente en el noveno libro de madrigales de Monteverdi (Madrigali e Canzonette a due e tre voci) (1651). Por lo demás, se puede discernir alguna indicación del carácter musical de la obra a partir de las notas en el libreto, que Fabbri sugiere, indican que puede que no se cantara en todo momento en la obra. Contenía al menos dos balli cantados, uno de los cuales concluía la ópera con palabras que proporcionaban un homenaje apenas disfrazado al compositor: «Quanto nel chiaro mondo / su verdi arcadi monti / di te si cantari?» («¿Cuánto en el mundo claro / en las verdes montañas arcadias / se cantará de ti?»). Se incluye más información sobre la naturaleza de la música y la instrumentación en las notas dentro de libreto publicado.
Según Carter, Proserpina rapita es una obra de transición. Con su énfasis en la danza, y en términos de su tema, representa las tradiciones cortesanas de la ópera de principios del siglo XVII. Al mismo tiempo, en términos de caracterización, anhela el mundo «moderno» del trío de óperas tardías de Monteverdi, específicamente a La coronación de Popea. El temperamento de Proserpina anticipa el personaje de Popea en la ópera posterior. Asimismo, Pachino puede ser un precursor de Ottone, mientras que algunos de los discursos en Proserpina tienen el sabor retórico de aquellos entre Nerón y Séneca en La coronación. Redlich documenta que en 1644, el año siguiente a la muerte de Monteverdi, se agregó Proserpina rapita al repertorio del Teatro San Moisè de Venecia, pero no proporciona detalles de las actuaciones. Se publicó una segunda edición del libreto en Venecia en ese año.

#### Le nozze d'Enea con Lavinia(1641)

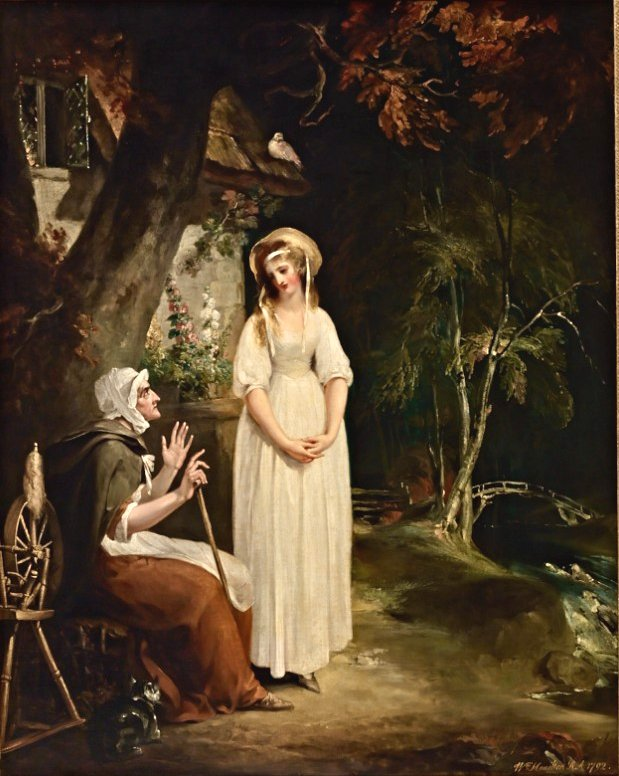
Lavinia y su madre, de William Hamilton.

En los tres años anteriores a su muerte en 1643, Monteverdi compuso una trilogía de óperas para los teatros de ópera venecianos tras la apertura en 1637 del Teatro San Cassiano. Dos de estas tres óperas sobreviven en versiones completas y ejecutables: El regreso de Ulises a la patria (1640), con  libreto de Giacomo Badoaro, y La coronación de Popea (1643), para la que Giovanni Francesco Busenello proporcionó el texto. Entre estas, Monteverdi compuso Le nozze d'Enea con Lavinia (La boda de Eneas con Lavinia). El libreto sobrevive en forma de manuscrito, aunque no se ha encontrado ningún rastro de la música. En su análisis de las últimas obras de Monteverdi, Ellen Rosand une las tres óperas: «[La] ópera fantasma se une con las dos sobrevivientes para formar un cuerpo coherente de obras que atestigua la posición de Monteverdi en el mundo de la ópera veneciana». La trilogía abarca una trayectoria histórica que se mueve a través de Troya y el nacimiento de Roma hasta el declive del Imperio romano, y apunta hacia la fundación y la gloria final de la República de Venecia. El tema común de las tres obras es el poder mítico del amor, al principio beneficioso, pero luego destructivo.
Debido a las similitudes textuales y estructurales con Ulises, se suponía que Badoaro escribió el libreto de Le nozze. Sin embargo, las investigaciones de Rosand revelan que el libretista fue un amigo cercano de Badoaro, Michelangelo Torcigliani. En un largo prefacio, Torcigliani introduce su relato, tomado de la épica Eneida de Virgilio, como una tragedia di lieto fine (tragedia con final feliz). Reconoce numerosas desviaciones del original, incluida la introducción de un personaje cómico, «Numanus». Esto lo hizo, admitió, porque «Iro», un tipo de personaje análogo en Ulises, era popular entre los aficionados al teatro. Había escrito el texto para cumplir con los requisitos de Monteverdi para la variedad emocional, lo que le permitió, según Torcigliani, demostrar la gama completa de su genio musical.

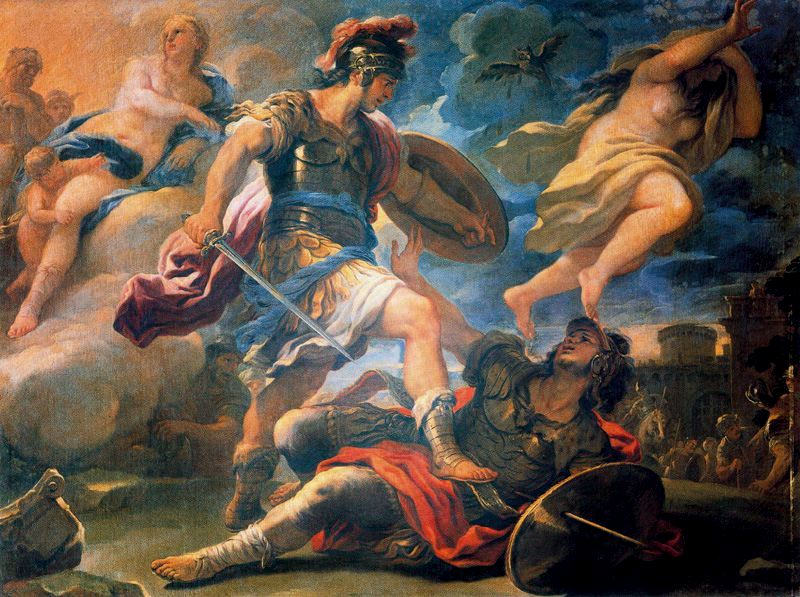
Eneas y Turno, de Luca Giordano.

El tema principal de la historia es el deseo de Juno, quien se está peleando con Venus, madre de Eneas, para evitar el matrimonio de este con Lavinia, hija del rey Latino de Latium. Ella usa un espíritu maligno para crear discordia entre troyanos y latinos. Cuando un grupo de caza de troyanos hiere primero a un ciervo y luego mata a un pastor latino, Elminio, hay llamadas a la guerra, que Latino rechaza. Eneas, que descansa junto al río Tíber, desconoce estos incidentes, aunque el espíritu del río le advierte. El peligro llega en la persona de Turno, rey de los rútulos, un aliado de los latinos cuyo amor Lavinia había rechazado. Impulsado por el clamor de Turno por la guerra, los troyanos y los latinos luchan, y Eneas mata a Turno. Latino invita a Eneas a tomar la mano de Lavinia, quien está encantada de aceptarlo. A la luz de la valentía de Eneas, Juno olvida su antigua enemistad y se une con Venus e Himeneo para bendecir el matrimonio. La ópera termina con predicciones de la grandeza de Roma y las lejanas glorias futuras de Venecia.
Le nozze d'Enea con Lavinia se representó durante el Carnaval de Venecia de 1640-1641, en el Teatro Santi Giovanni e Paolo, donde se alternó con un nuevo montaje de Ulises. Según Carter, la obra fue bastante poco exigente en términos de su puesta en escena, la acción se llevaba a cabo principalmente en las orillas del Tíber con pocos cambios de escenario. No hay constancia de la respuesta del público veneciano a la ópera que, afirma Rosand, estaba claramente dirigida a sus impulsos patrióticos, con su escena final como una celebración del «nacimiento y maravillas de la ciudad de Venecia». En un prefacio publicado con el libreto, Torcigliani se refiere a «la dulzura de la música de Monteverdi, que nunca se alaba lo suficiente», pero el libreto en sí no proporciona guías específicas sobre la naturaleza de la música. Ringer afirma con pesar que «las palabras son todo lo que queda de esta ópera virgiliana y ofrece ligeros indicios de melodías perdidas».

## Consecuencias
Muchas de las obras perdidas de Monteverdi datan de las décadas de 1610 y 1620 y los manuscritos pudieron haber desaparecido en las guerras que sucedieron en Mantua en 1630. Carter cita como un aspecto significativo de su pérdida el grado en que podrían haber proporcionado vínculos musicales entre las primeras óperas de la corte de Mantua del compositor y las óperas públicas que escribió en Venecia hacia el final de su vida: «Sin estos vínculos ... es difícil fabricar una explicación coherente de su desarrollo como compositor para el escenario». En un ensayo sobre las orquestas de ópera de la época de Montverdi, Janet Beat lamenta que la brecha de 30 años entre La fábula de Orfeo y la siguiente ópera de Monteverdi que se conserva, El regreso de Ulises a la patria, dificulta el estudio de cómo se desarrolló la orquestación de ópera durante esos años críticos.
Carter también reflexiona sobre la posibilidad intrigante, aunque remota, de que un descubrimiento en una biblioteca inexplorada algún día podría sacar a la luz parte de esta música que falta. A partir de 2015 esto no ha ocurrido. Sin embargo, el 15 de septiembre de 1995 se realizó un montaje del libreto de Rinuccini del compositor británico Alexander Goehr en la Royal Opera House de Londres, bajo el título de Arianna. Goehr trabajó a partir del guion original de Rinuccini y, como homenaje a la ópera histórica, incorporó secciones de la configuración del lamento de Monteverdi en su partitura.